# 普萊森特萊克 (明尼蘇達州)
普萊森特萊克（英語：Pleasant Lake）是位於美國明尼蘇達州斯特恩斯縣的一個非建制地區。2002年，普萊森特萊克與羅克維爾鎮區合併為城市羅克維爾。

## 地理
普萊森特萊克所處的海拔為高於海平面358米（即1175英呎），而該地所採用的時區為UTC-6，即北美中部時區（CST）。同時該地設有夏令時間，為UTC-6調快一小時，即UTC-5（CDT）。